# Видофт, Руди
Рудольф (Руди) Корнелиус Видофт (англ. Rudy Wiedoeft) — американский саксофонист немецкого происхождения. В детстве играл сначала на скрипке, затем на кларнете. Позже перешёл на саксофон и уже к началу двадцатых стал известным виртуозом. Наиболее известные его оригинальные произведения — «Вальс Эрика», «Саксофобия», «Весёлый саксофон» и «Рубенола».